# Xã Carneiro, Quận Ellsworth, Kansas
Xã Carneiro (tiếng Anh: Carneiro Township) là một xã thuộc quận Ellsworth, tiểu bang Kansas, Hoa Kỳ. Năm 2010, dân số của xã này là 61 người.